# The Rumjacks
The Rumjacks est un groupe australien de punk rock et folk celtique, originaire de Sydney.

## Histoire
Le groupe se forme en 2008 par Frankie McLaughlin (chant) et Johnny McKelvey (basse), The Rumjacks combinent plusieurs genres musicaux, notamment le punk rock et le folk celtique. Le groupe sort deux EP en 2009 – Hung, Drawn and Portered, puis Sound as a Pound. Le groupe est composé de 5 membres, McLaughlin au chant, McKelvey à la basse, Gabriel Whitbourne à la guitare, Anthony Matters à la batterie et Adam Kenny à la mandoline, banjo ou bouzouki. Ensemble, ils publient trois albums : Gangs of New Holland (2010), Sober and Godless (2015), et Sleeping Rough (2016).
Le groupe se fait connaître mondialement grâce à leur single An Irish Pub Song, qui compte plus de 51 millions de vues sur YouTube. En plus de leurs concerts en Australie, The Rumjacks effectuent deux tournées en Europe. La première tournée, en 2015, s'est entre autres arrêtée au festival de Jarocin en Pologne et au Boomtown Fair, au Royaume-Uni. Une seconde tournée est organisée en 2016, avec des dates en Pologne, Allemagne, Italie et Pays-Bas notamment. Fin 2016, le groupe annonce que sa première tournée américaine commencera en mars 2017. Le rythme des tournées se montrant trop éprouvant pour Anthony Matters, il quitte le groupe fin 2016. La batterie est reprise par Pietro Della Sala. Anthony Matters décède le 7 juin 2019.
Le 19 avril 2020, le groupe publie sur les réseaux sociaux leur décision de se séparer du chanteur et fondateur du groupe Frankie McLaughlin. La décision fait suite à des faits de violences de McLaughlin envers des membres de l'équipe technique du groupe et du public au cours de la tournée du groupe . Le 22 avril 2020, le groupe officialise l'arrivée comme nouveau chanteur du bostonnien Mike Rivkees, ancien membre du groupe Mickey Rickshaw. Le 26 juin 2020, le groupe annonce son premier single Sainted Millions avec Mike Rivkees au chant et à l'écriture. Ce single préfigure la sortie du nouvel album Hestia, annoncé pour le 12 mars 2021 . Le 11 février 2022, le groupe sort un nouvel EP rassemblant huit morceaux intitulé Brass For Gold.
Le 2 mars 2024, l'accordéoniste Kyle Goyette qui accompagnait le groupe en tant que touring member est présenté comme membre à part entière sur la page Instagram du groupe. Le 25 octobre 2024, sur sa page Instagram, le groupe annonce la sortie de leur nouvel album Dead Anthems pour le 7 février 2025. L'album est enregistré à Asbury Park dans le New Jersey en collaboration avec Peter Steinkopf des Bouncing Souls et de Kevin Bivona, guitariste des Interrupters. L'album annonce un duo avec Ken Casey et une chanson en hommage à Shane MacGowan.

## Membres

### Membres actuels
- Mike Rivkees  - chant (depuis 2020)
- Johnny McKelvey – basse, chant (depuis 2008)
- Gabriel Whitbourne – guitare, chant (depuis 2008)
- Adam Kenny – mandoline, banjo, bouzouki, chant (depuis 2008)
- Pietro Della Sala - batterie (depuis 2016)
- Kyle Goyette -  accordéon (depuis 2023)

### Anciens membres
- Frankie McLaughlin – chant, tin whistle, batterie (2008 - 2020)
- Anthony Matters – batterie (2008 - 2016)

## Discographie

### Albums studio
- 2010 : Gangs of New Holland[10]
- 2015 : Sober and Godless[10]
- 2016 : Sleepin' Rough[10]
- 2018 : Saints Preserve Us
- 2021 : Hestia
- 2025 : Dead Anthems

### EP
- 2009 : Hung, Drawn and Portered
- 2009 : Sound as a Pound
- 2022 : Brass for Gold